# Moloso (mitología)
Moloso, en la mitología griega, era hijo de Neoptólemo y Andrómaca.
Tras la caída de Troya, Andrómaca pasó a ser cautiva de Neoptólemo y le dio al menos un hijo: Moloso, aunque otra tradición añade además a Píelo y Pérgamo como hijos suyos. Cuando nació Moloso, su madre le abandonó, pero fue recogido y reconocido por su padre, cuando este ya estaba casado con Hermíone. Hermíone era estéril, y quería deshacerse de Moloso y su madre, así que intentó degollarlos en el altar de Tetis, pero Peleo los salvó. Entonces Tetis ordenó a los salvados que se fueran al Epiro.
Allí Andrómaca se casó con Heleno, que era el rey, y como Moloso le sucedió, su nombre se dio al pueblo de los molosos.